# Petrovy skály
Petrovy skály jsou přírodní památka jihovýchodně od obce Chvalatice v okrese Znojmo na břehu Vranovské přehrady. Předmětem ochrany jsou nízké xerofilní křoviny a rostlinné společenství a vzácné druhy rostlin a živočichů. Z rostlin je předmětem ochrany jeřáb dunajský (Sorbus danubialis), z hmyzu, kriticky ohrožený jasoň dymnivkový (Parnassius mnemosyne), roháč obecný (Lucanus cervus) a tesařík obrovský (Cerambyx cerdo), z ptačích druhů výr velký (Bubo bubo).